# Фаусто Уерта
Фаусто Давид Уерта Тате (порт. Fausto David Huerta Tate; 20. октобар 1999) доминикански је пливач чија специјалност су трке мешовитим и прсним стилом. 

## Спортска каријера
На међународној сцени је дебитовао 2015. на светском јуниорском првенству у Сингапуру, док је сениорски деби имао годину дана касније на светском првенству у малим базенима у канадском Виндзору. 
Први наступ на светским првенствима у великим базенима имао је у Квангџуу 2019. где је наступио у две дисциплине. У трци на 200 мешовито заузео је претпоследње 50. место у квалификацијама, док је у трци на 100 прсно заузео 63. место у конкуренцији 87 пливача.  